# Guam i olympiska sommarspelen 1988
Guam deltog i de olympiska sommarspelen 1988 med en trupp, men ingen av landets deltagare erövrade någon medalj.

## Friidrott
Herrarnas maraton
- Fred Schumann — 2"49,52 (→ 86:e plats)
- James Walker — 2"56,32 (→ 90:e plats)
- Ricardo Taitano — 3"03,19 (→ 94:e plats)

Damernas maraton
- Julie Ogborn — 3"10,31 (→ 59:e plats)
- Lourdes Klitzkie — 3"25,32 (→ 63:e plats)
- Mariana Ysrael — 3"42,23 (→ 64:e plats)